# Championnats d'Europe de course en ligne de canoë-kayak 2005
Navigation
Poznań 2004 L'Argentière-la-Bessée 2006
Les championnats d'Europe de course en ligne de canoë-kayak se déroulent à Poznań, (Pologne) du 29 au 31 juillet 2005.

## Résultats

### Hommes

#### Canoë
| Event      | Or                                                                    | Temps           | Argent                                                                        | Temps           | Bronze                                                              | Temps           |
| C-1 200 m  | Russie Maxim Opalev                                                   | 40 s 164        | Ukraine Valentin Demianenko                                                   | 40 s 266        | Pologne Paweł Baraszkiewicz                                         | 40 s 968        |
| C-1 500 m  | Russie Maxim Opalev                                                   | 1 min 48 s 450  | Pologne Paweł Baraszkiewicz                                                   | 1 min 48 s 480  | Allemagne Andreas Dittmer                                           | 1 min 48 s 564  |
| C-1 1000 m | Allemagne Andreas Dittmer                                             | 3 min 49 s 686  | Russie Maxim Opalev                                                           | 3 min 52 s 218  | Biélorussie Aliaxandr Zhukovski                                     | 3 min 54 s 906  |
| C-1 5000 m | Allemagne Ronald Verch                                                | 23 min 10 s 386 | Espagne Jose Luis Bouza Pregal                                                | 23 min 18 s 546 | Slovaquie Marian Ostrcil                                            | 23 min 20 s 018 |
| C-2 200 m  | Allemagne Christian Gille Tomasz Wylenzek                             | 37 s 619        | Russie Evgeni Ignatov Nikolái Lipkin                                          | 37 s 757        | Hongrie Gergely Kovács Attila Bozsik                                | 37 s 901        |
| C-2 500 m  | Allemagne Christian Gille Tomasz Wylenzek                             | 1 min 41 s 667  | Pologne Łukasz Woszczyński Michał Śliwiński                                   | 1 min 42 s 267  | Russie Aleksandr Kovalev Aleksandr Kostoglod                        | 1 min 43 s 173  |
| C-2 1000 m | Allemagne Christian Gille Tomasz Wylenzek                             | 3 min 31 s 336  | Hongrie György Kozmann György Kolonics                                        | 3 min 33 s 676  | Pologne Roman Rynkiewicz Paweł Skowroński                           | 3 min 34 s 030  |
| C-4 200 m  | Tchéquie Petr Prochazka Petr Fuksa Petr Netušil Jan Břečka            | 34 s 580        | Russie Aleksandr Kovalev Aleksandr Kostoglod Roman Krugliakov Maxim Opalev    | 34 s 874        | Allemagne Robert Nuck Stephan Holtz Stephan Breuing Thomas Luck     | 34 s 988        |
| C-4 500 m  | Roumanie Iosif Chirilă Florin Popescu Loredan Popa Silviu Simioncencu | 1 min 33 s 057  | Pologne Andrzej Jezierski Michał Gajownik Adam Ginter Roman Rynkiewicz        | 1 min 33 s 897  | Allemagne Robert Nuck Stephan Holtz Stephan Breuing Thomas Luck     | 1 min 34 s 899  |
| C-4 1000 m | Allemagne Robert Nuck Stephan Holtz Stephan Breuing Thomas Luck       | 3 min 17 s 096  | Pologne Andrzej Jezierski Michał Gajownik Arkadiusz Toński Wojciech Tyszyński | 3 min 17 s 714  | Roumanie Constantin Popa Petre Condrat Florin Mironcic Loredan Popa | 3 min 17 s 972  |

#### Kayak
| Event      | Or                                                                             | Temps          | Argent                                                              | Temps          | Bronze                                                               | Temps          |
| K-1 200 m  | Espagne Carlos Pérez Rial                                                      | 36 s 098       | Hongrie Gergely Boros                                               | 36 s 374       | Finlande Kimmo Latvamäki                                             | 36 s 470       |
| K-1 500 m  | Hongrie Ákos Vereckei                                                          | 1 min 38 s 493 | Allemagne Lutz Altepost                                             | 1 min 39 s 123 | Croatie Stjepan Janić                                                | 1 min 39 s 333 |
| K-1 1000 m | Norvège Eirik Verås Larsen                                                     | 3 min 27 s 274 | Hongrie Zoltán Benkő                                                | 3 min 28 s 426 | Portugal Emanuel Silva                                               | 3 min 29 s 674 |
| K-2 200 m  | Pologne Marek Twardowski Adam Wysocki                                          | 32 s 974       | Allemagne Ronald Rauhe Tim Wieskötter                               | 33 s 016       | Serbie Ognjen Filipović Dragan Zorić                                 | 33 s 304       |
| K-2 500 m  | Allemagne Ronald Rauhe Tim Wieskötter                                          | 1 min 28 s 860 | Pologne Marek Twardowski Adam Wysocki                               | 1 min 29 s 268 | Hongrie Zoltán Kammerer Gábor Kucsera                                | 1 min 30 s 312 |
| K-2 1000 m | Roumanie Ionuţ Anghel Marian Sevici                                            | 3 min 12 s 417 | Hongrie Roland Kökény Gábor Kucsera                                 | 3 min 13 s 515 | Allemagne Andreas Ihle Marco Herszel                                 | 3 min 14 s 379 |
| K-4 200 m  | Hongrie Victor Kadler István Beé Balázs Babella Gergely Gyertyános             | 30 s 673       | Tchéquie Filip Šváb Pavel Holubář Svatopluk Baťka Jan Štěrba        | 30 s 907       | Allemagne Norman Bröckl Björn Bach Björn Goldschmidt Jonas Ems       | 31 s 051       |
| K-4 500 m  | Biélorussie Raman Piatrushenka Aliaxéi Abalmasau Dziamyn Turchyn Vadzim Majneu | 1 min 21 s 315 | Slovaquie Michal Riszdorfer Juraj Tarr Andrej Wiebauer Róbert Erban | 1 min 21 s 597 | Roumanie Marian Baban Alin Anton Florean Mada Vasile Ştefan          | 1 min 22 s 353 |
| K-4 1000 m | Slovaquie Richard Riszdorfer Michal Riszdorfer Erik Vlček Róbert Erban         | 2 min 49 s 875 | Roumanie Marian Baban Alin Anton Florean Mada Vasile Ştefan         | 2 min 51 s 015 | Pologne Marek Twardowski Adam Wysocki Paweł Baumann Tomasz Mendelski | 2 min 52 s 035 |

### Dames

#### Kayak
| Event      | Or                                                                                 | Temps          | Argent                                                                 | Temps          | Bronze                                                                                | Temps          |
| K-1 200 m  | Hongrie Szilvia Szabó                                                              | 41 s 892       | Allemagne Conny Waßmuth                                                | 42 s 228       | Finlande Jenni Honkanen                                                               | 42 s 360       |
| K-1 500 m  | Allemagne Nicole Reinhardt                                                         | 1 min 51 s 946 | Hongrie Erzsébet Viski                                                 | 1 min 52 s 138 | Pologne Karolina Głażewska                                                            | 1 min 52 s 486 |
| K-1 1000 m | Allemagne Katrin Wagner-Augustin                                                   | 3 min 58 s 646 | Suède Sofia Paldanius                                                  | 3 min 59 s 336 | Tchéquie Michaela Strnadová                                                           | 3 min 59 s 858 |
| K-2 200 m  | Hongrie Katalin Kovács Natasa Janics                                               | 37 s 392       | Slovaquie Ivana Kmetová Martina Kohlová                                | 38 s 239       | Allemagne Birgit Fischer Fanny Fischer                                                | 38 s 388       |
| K-2 500 m  | Hongrie Katalin Kovács Natasa Janics                                               | 1 min 41 s 959 | Allemagne Maike Nollen Nadine Opgen-Rhein                              | 1 min 44 s 275 | France Marie Delattre Anne-Laure Viard                                                | 1 min 44 s 515 |
| K-2 1000 m | Hongrie Katalin Kovács Natasa Janics                                               | 3 min 36 s 171 | Danemark Anne Lolk Thomsen Mette Barfod                                | 3 min 37 s 131 | Allemagne Maike Nollen Nadine Opgen-Rhein                                             | 3 min 37 s 305 |
| K-4 200 m  | Allemagne Katrin Wagner-Augustin Carolin Leonhardt Nicole Reinhardt Judith Hörmann | 34 s 987       | Hongrie Tímea Paksy Erzsébet Viski Melinda Patyi Krisztina Fazekas     | 35 s 113       | Suède Josefin Nordlöw Karin Johansson Anna Karlsson Sofia Paldanius                   | 35 s 767       |
| K-4 500 m  | Allemagne Katrin Wagner-Augustin Carolin Leonhardt Nicole Reinhardt Judith Hörmann | 1 min 33,530   | Hongrie Tímea Paksy Dalma Benedek Szilvia Szabó Kinga Bóta             | 1 min 34,292   | Pologne Beata Mikołajczyk Małgorzata Chojnacka Aneta Konieczna Małgorzata Czajczyńska | 1 min 34,730   |
| K-4 1000 m | Pologne Edyta Dzieniszewska Aneta Białkowska Iwona Pyżalska Beata Mikołajczyk      | 3 min 15 s 129 | Allemagne Birgit Fischer Carolin Leonhardt Judith Hörmann Maren Knebel | 3 min 15 s 717 | Roumanie Florica Vulpeş Lidia Talpă Mariana Ciobanu Alina Platon                      | 3 min 17 s 313 |

## Tableau des médailles
Épreuves officielles uniquement.
| Rang  | Nation      | Or | Argent | Bronze | Total |
| ----- | ----------- | -- | ------ | ------ | ----- |
| 1     | Allemagne   | 10 | 5      | 7      | 22    |
| 2     | Hongrie     | 6  | 7      | 2      | 15    |
| 3     | Pologne     | 2  | 5      | 5      | 12    |
| 4     | Russie      | 2  | 3      | 1      | 6     |
| 5     | Roumanie    | 2  | 1      | 3      | 6     |
| 6     | Slovaquie   | 1  | 2      | 0      | 3     |
| 7     | Tchéquie    | 1  | 1      | 1      | 3     |
| 8     | Biélorussie | 1  | 0      | 1      | 2     |
| 9     | Espagne     | 1  | 0      | 0      | 1     |
|       | Norvège     | 1  | 0      | 0      | 1     |
| 11    | Suède       | 0  | 1      | 1      | 2     |
| 12    | Danemark    | 0  | 1      | 0      | 1     |
|       | Ukraine     | 0  | 1      | 0      | 1     |
| 14    | Finlande    | 0  | 0      | 2      | 2     |
| 15    | Croatie     | 0  | 0      | 1      | 1     |
|       | France      | 0  | 0      | 1      | 1     |
|       | Portugal    | 0  | 0      | 1      | 1     |
|       | Serbie      | 0  | 0      | 1      | 1     |
| Total | Total       | 27 | 27     | 27     | 81    |